# Scincus albifasciatus
Espèce
Synonymes
- Scincus scincus albifasciatus Boulenger, 1890
- Scincus officinalis var. laterimaculata Werner, 1914
- Scincus scincus laterimaculatus Werner, 1914

Scincus albifasciatus est une espèce de sauriens de la famille des Scincidae.

## Répartition
Cette espèce se rencontre au Sahara occidental, au Sénégal et dans l'ouest de la Mauritanie.

## Liste des sous-espèces
Selon The Reptile Database (5 décembre 2012) :
- Scincus albifasciatus albifasciatus Boulenger, 1890
- Scincus albifasciatus laterimaculatus Werner, 1914

## Publications originales
- Boulenger, 1890 : First report on additions to the lizard collection in the British Museum (Natural History). Proceedings of the Zoological Society of London, vol. 1890, p. 77-86 (texte intégral).
- Werner, 1914 : Ergebnisse einer von Prof. Franz Werner im Sommer 1910 mit Unterstützung aus dem Legate Wedl ausgeführten zoologischen forschungsreise nach Algerien. II. vertebrata. Sitzungsberichte der Österreichischen Akademie der Wissenschaften. Mathematisch-Naturwissenschaftliche Klasse, vol. 123, p. 331-361 (texte intégral).